# 小行星24351
小行星24351（24351 Fionawood）是一颗绕太阳运转的小行星，为主小行星带小行星。该小行星于2000年1月发现。

## 轨道参数
小行星24351的轨道半长轴为346 120 963 km（2.3136428 UA），离心率为0.109。